# Bartholomeus Tours
Bartholomeus Tours (Rotterdam, 30 oktober 1797 – Rotterdam, 12 maart 1864) was een Nederlands organist en violist.
Hij was zoon van Jacob Tours en Antoinette Hardenberg. Hijzelf trouwde in 1833 met Jeanne Hermine van Heel. Zoon Berthold Tours werd musicus in Londen, zoon Jacob Anton Tours predikant in Amsterdam. Dochter Jeanne Hermine Tours trouwde met haar docent musicus Woldemar Bargiel. Bartholomeus werd begraven op Algemene Begraafplaats Crooswijk.
Hij kreeg zijn opleiding van zijn vader, die jarenlang organist te Maassluis en Rotterdam was. Daarna volgden muzieklessen bij Herman Dahmen (viool) en Carl Friedrich Hommert (contrapunt). Hij werd vanaf 1813/1814 aan de Oosterkerk en vanaf 1830 aan de Grote of Sint-Laurenskerk te Rotterdam. Hij volgde de overleden Jan Robbers op. Op 7 mei 1854 vierde hij zijn veertigjarig jubileum als organist. Hij was ook verbonden aan de (muziekschool van de) Maatschappij tot Bevordering der Toonkunst in Rotterdam.
Hij staat te boek als een van de oprichters (1828, samen met Carl Mühlenfeldt en Simon Ganz) en dirigenten van Eruditio Musica, een verre voorloper van het Rotterdams Philharmonisch Orkest. Het gaf haar eerste concert op 12 januari 1829. Tours trad echter al vanaf zijn achttiende levensjaar op als violist en ook pianist.